# Jeanne Hatto

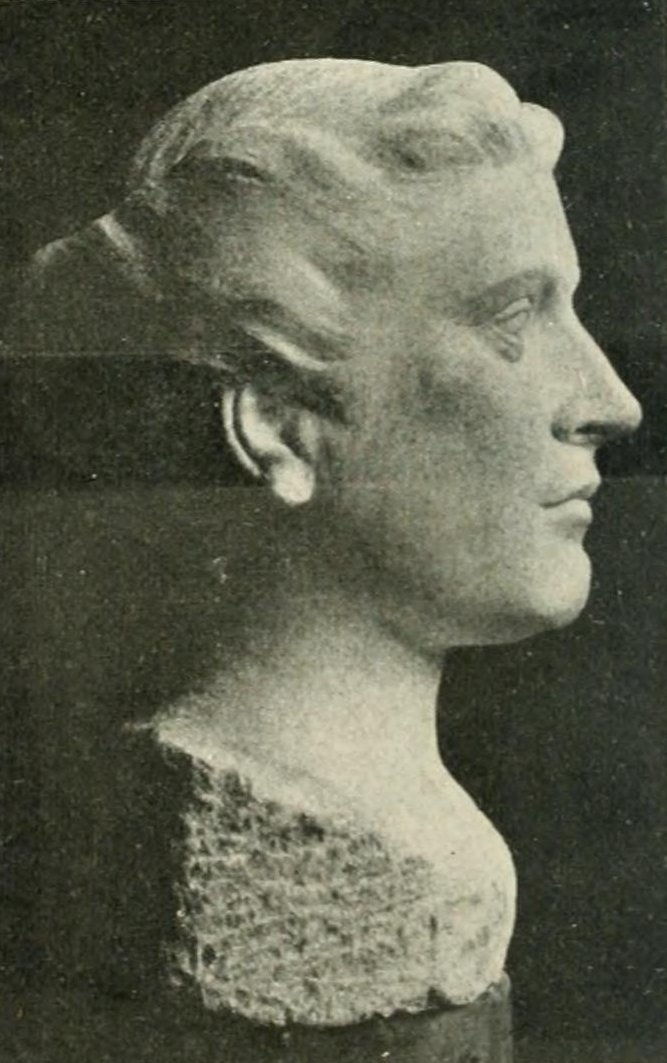
Büste Jeanne Hatto von Pierre-Felix Masseau.

Jeanne Hatto, eigentlich Marguerite Jeanne Frère (30. Januar 1879 in Saint-Amour – März 1958 in Paris) war eine französische Opernsängerin (Sopran).

## Leben
Hatto studierte am Konservatorium in Lyon und am Pariser Konservatorium und debütierte 1899 an der Pariser Oper als Brunehild in Sigurd von Ernest Reyer. Dort blieb sie bis 1922 und feierte erfolge im dramatischen Sopranfach.
Gastspiele führten sie an weitere französischen Theater und ans Théâtre de la Monnaie in Brüssel (1903). Zudem war sie eine beliebte Konzertsolistin.
Ihr Repertoire reichte von Rameau bis Wagner. 1904 war sie Solistin in der ersten Aufführung von Maurice Ravels Liederzyklus Shéhérazade. Sie war die Widmungsträgerin des ersten und längsten Lieds des Zyklus, „Asie“.